# Aguadulce (Spanje)
Aguadulce is een gemeente in de Spaanse provincie Sevilla in de regio Andalusië met een oppervlakte van 14 km². In 2007 telde Aguadulce 2060 inwoners.